# Maokane
Maokane – wieś w Botswanie w dystrykcie Southern. Według spisu ludności z 2011 roku wieś liczyła 2044 mieszkańców.